# Plaque d'immatriculation grecque

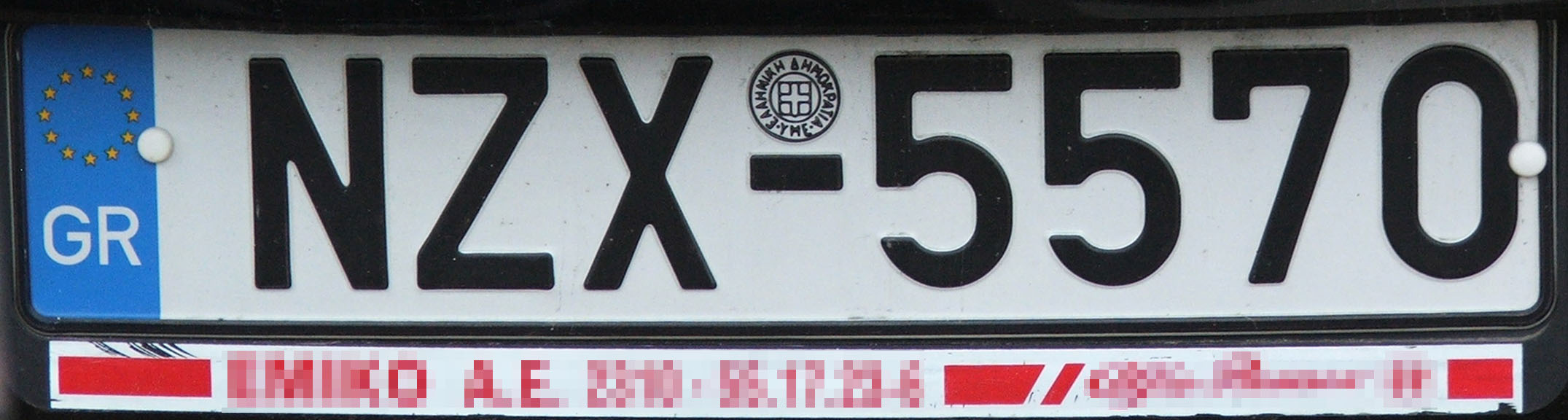
Plaque d'immatriculation grecque

Les plaques d'immatriculation grecques actuelles sont composées de 3 lettres et 4 chiffres par plaque. (ex:  ABC-1234). Les une ou deux premières lettres correspondent au nome d'où proviennent les véhicules. Les chiffres vont de 1000 à 9999. Les chiffres allant de 1 à 999, sont utilisés pour les motocyclettes de cylindrées supérieures à 50 cm³.
Auparavant excepté pour Athènes et Thessalonique, tous les nomes étaient représentés par les deux premières lettres de chaque plaque. Certaines combinaisons étant épuisées une deuxième lettre a été ajoutée. Exemple: BB pour la Magnésie (Volos), PP pour Larissa et certainement d'autres pour les nomes les plus peuplés (AX pour le nome de Achaia, Patras), et d'autres créées : XE et BK pour Athènes. Le nombre de chiffres et de lettres restent les mêmes, seule la troisième lettre est flottante. La troisième lettre change après 9999 plaques éditées. Par exemple, à Patras, les plaques seront  AXA-1000, AX désignant le nome d'Achaïe dont Patras est le chef-lieu. De ce fait, quand le numéro de plaque  AXA-9999 est atteint, on passe alors à  AXB-1000, et ceci continue jusqu'à ce que AXX soit épuisé. Les lettres utilisées sont celles de l'alphabet grec dont la graphie en majuscule a un équivalent dans l'alphabet latin soit: A, B, E, Z, H, I, K, M, N, O, P, T, Y, X. L'ordre et la valeur phonétique sont ceux de l'alphabet grec) ainsi les lettres B, H, P, et X se prononcent de façon différente qu'en français (v, i, r, et kh).
La combinaison utilisée par les véhicules hors taxe (en transit temporaire) est L-CCCC (L=lettre; C=chiffre). Les plaques sont blanches à chiffres verts. Elles désignent des véhicules utilisés par des personnes résidant en dehors de la zone douanière européenne et de ce fait non assujetties à la TVA grecque.
Certains véhicules et les tracteurs ne font pas partie de ce système mais ont une plaque CCCC. Jusqu'en 2003.
Les taxis utilisèrent des plaques de la forme C-CCCC, la lettre correspondant au nome et le tout coloré de rouge. Aujourd'hui, ils ont des plaques jaunes à caractères noirs de la forme Tll - cccc.

## Histoire
Lors de l'introduction des plaques d'immatriculation en Grèce, ces plaques étaient alors numérotées. Dans les années 1950, le système était C-CCC et CC-CCC. Dans les années 1960, le système était CCC-CCC. Les lettres furent introduites en 1972, et le système en place fut alors LL-CCCC (L-CCCC pour les camions). Le système actuel (LLL-CCCC) fut mis en place en 1983.

## Identification des plaques d'immatriculation grecques

### Dans l'ordre alphabétique grec
Les deux premières lettres représentent généralement la préfecture (nome) dans laquelle le véhicule est enregistré. Ceci est une liste des plaques d'immatriculation de Grèce. À côté du nome est indiqué le chef-lieu correspondant (ou la zone géographique pour laquelle la plaque s'applique). Certains nomes ont plusieurs combinaisons.
A. Cas général des automobiles
- AH Nome de Xánthi - Xánthi (AHH non utilisé)
- AI Nome d'Étolie-Acarnanie - Agrinio (AII non utilisé)
- AK Nome de Laconie - Sparte
- AM Nome de Phocide - Amfissa
- AN Nome de Lasithi - Agios Nikolaos
- AO Nome de la Sainte Montagne - Karyès
- BI Nome de Béotie - Livadiá
- BO, BB Nome de Magnésie - Volos
- AP Argolide - Nauplie
- AT Nome d'Arta - Arta
- AX Nome d'Achaïe - Patras
- EB Nome d'Évros - Alexandroúpoli (EBB non utilisé)
- EE Nome de Pella - Édessa (EEE non utilisé)
- EM Nome des Cyclades - Ermoúpoli
- EY Nome de Leucade - Lefkada
- EP Nome de Serrès - Serrès
- ZA Zante - Zakynthos

- Z sauf ZA Attique - région d'Athènes
  - ZZ (épuisé)
  - ZH (épuisé)
  - ZI non encore utilisé
  - ZK (épuisé)
  - ZM (épuisé)
  - ZY Nome d'Attique de l'est
  - ZX Nome d'Attique de l'est
  - ZB non encore utilisé
  - ZE non encore utilisé'
  - ZO non encore utilisé
  -  XE
  - BK
- HA Nome d'Élide - Pyrgos (HAA non utilisé)
- HP Nome d'Héraklion - Héraklion
- HM Nome d'Imathie - Véria
- HN Nome de Thesprotie - Igoumenitsa

- I sauf IN Attique - région d'Athènes
  - IA Attique - région d'Athènes
  - IB Attique - région d'Athènes
  - IE Attique - région d'Athènes
  - IZ Attique - région d'Athènes
  - II non encore utilisé
  - IX non encore utilisé

- IN Nome d'Ioannina - Ioannina
- KA Nome de Karditsa - Karditsa (KAA non utilisé)
- KB Nome de Kavala - Kavala (KBB non utilisé)
- KE Nome de Céphalonie - Argostoli
- KZ Nome de Kozani - Kozani (KZZ non utilisé)
- KH Nome d’Eurytanie - Karpenísi
- KI Nome de Kilkís - Kilkís
- KM Nome Messénie - Kalamata
- KN Nome de Piérie - Katérini (KNZ non utilisé)
- KO Nome de Rhodope - Komotiní (exception : KOH et KOK Nome de Thessalonique)
- KP Nome de Corinthie - Corinthe
- KT Nome de Kastoria - Kastoria
- KY Corfou - Kerkyra
- KX Dodécanèse - Kos
- ME Nome d'Étolie-Acarnanie - Missolonghi
- MH Lesbos - île de Limnos
- MI Phthiotide - Lamia (MII non disponible)
- MO Samos - Samos
- MY Lesbos - Mytilène

- N Nome de Thessalonique - Thessalonique
  - NA
  - NB
  - NE
  - NZ
  - NH
  - NK
  - NM Thessalonique (usage futur)
  - NN Thessalonique (usage futur)
  - NO Thessalonique (usage futur)
  - NP Thessalonique (usage futur)
  - NT Thessalonique (usage futur)
  - NY Thessalonique (usage futur)
  - NX Thessalonique (usage futur)

- OP Nome d'Évros - Orestiada
- PA Nome de Flórina - Flórina (PAA non utilisé)
- PE Nome de Réthymnon - Réthymnon (PEE non utilisé)
- PZ Nome de Preveza - Préveza (PZB non utilisé)
- PI, PP Nome de Larissa - Larissa
- PM Nome de Drama - Drama (PMZ non utilisé)
- PN Nome de Grevena - Grevena
- PO Dodécanèse - Rhodes
- TK Nome de Trikala - Trikala
- TP Nome d'Arcadie - Tripoli

- Y Attique
  - YA Attique - région d'Athènes (épuisé)
  - YB (épuisé)
  - YE (épuisé)
  - YZ (épuisé)
  - YH (épuisé)
  - YI Attique - région du Pirée (épuisé)
  - YK (épuisé)
  - YM (épuisé)
  - YN
  - YO Nome d'Attique de l'est (épuisé)
  - YP Nome d'Attique de l'ouest
  - YY Nome d'Attique de l'est (épuisé)
  - YX (épuisé)

- XA Eubée - Chalcis (XAA non utilisé)
- XI Chios - Chios
- XK Nome de Chalcidique - Polýgyros (XKZ non utilisé)
- XN Nome de La Canée - La Canée

B. Immatriculations spéciales des automobiles
- AM [O, P, T, Y, X] (lettres rouges) {automobiles dispensées de taxes} (épuisé)
- EK [A, B, E] (plaques jaunes et caractères noirs) {camions et autres véhicules utilisés pour le transport national de marchandises}
- EY [Y] (lettres rouges?) {véhicules dispensés de taxes - compagnies offshore}
- IA [A, B, E] (plaques jaune) {camions utilisés pour le transport international}
- KX [Y] (lettres rouges) {véhicules dispensés de taxes} (épuisé)
- MO [I, O, Y] (lettres rouges) {véhicules dispensés de taxes} (épuisé)
- NX [A, Y] (jaune) {camions de transports de marchandises}
- P (plaque blanche) remorques de poids lourds
- PA [I, O, Y] (lettres rouges) {véhicules dispensés de taxes} (épuisés)
- PN [I, M, N, O, P] (lettres rouges) {camions}
- TA [A, B, E, Z, H] {taxis} Nouvelles plaques pour les taxis ; jaunes

Les véhicules appartenant aux services publics et aux forces armées utilisent des plaques d'immatriculation spéciales :
- KH [I, O, Y] (plaques orange et caractères noirs) {voitures des services d'État}
- ΠΣ (Πυροσβεστικό Σώμα) - Pompiers
- Ε.Α. (Ελληνική Αστυνομία) - Police
- ΛΣ (Λιμενικό Σώμα) - Garde-côtes
- ΠΝ (Πολεμικό Ναυτικό) - Marine grecque
- ΠΑ (Πολεμική Αεροπορία) - Armée de l'air
- ΔΣ (Διπλωματικό Σώμα) - Diplomates ou délégations étrangères (ex: ΔΣ 48 CD, ΔΣ 48-1 CD)
- ΞΑ (Ξένες Αποστολές) - Missions étrangères
- ΔΟΚ (Δοκιμαστικές) - Plaques d'essais
- ΑΝ.Π. (Ανάπηροι Πολέμου) - Blessés de guerre (bleu)
- ΑΜ (Αγροτικά Μηχανήματα) - Véhicules agricoles
- ΜΕ (Μηχανήματα Έργων) - Véhicules de travaux publics (jaune)
- ΚΥ (Κρατική Υπηρεσία) - État
- IM (Iερά Mητρόπολη) - Dignitaire ecclésiastique

C. Immatriculation des motocyclettes et cyclomoteurs
- AO Nome d'Achaïe - Patras {motocyclettes}
- AZ Nome d'Achaïe - Patras {motocyclettes (épuisé)}
- BB Nome de Magnésie - Volos {motocyclettes}
- BE Attique - région du Pirée {motocyclettes}
- EH Nome d'Eubée - Chalcis {motos}
- EZ Cyclades - Ermoúpoli {motos}
- ET Corfou - Kerkyra {motos}
- ZT Nome d'Attique de l'ouest {motos}
- HZ Nome d'Héraklion - Héraklion {motos}
- ZN Attique - région du Pirée {motos (épuisé)}
- ZP Attique - région du Pirée {motos (épuisé)}
- HP Nome d'Héraklion - Héraklion {motos}
- IH Attique - région d'Athènes {motos (épuisé)}
- IK Attique - région d'Athènes {motos (épuisé)}
- IM Attique - région d'Athènes {motos (épuisé)}
- IO Attique - région d'Athènes {motos (épuisé)}
- IP Attique - région d'Athènes {motos (épuisé)}
- IT Attique - région d'Athènes {motos (épuisé)}
- IY Attique - région d'Athènes {motos (épuisé)}
- KK (?) {motos}
- NI Nome de Thessalonique - Thessalonique {motos}
- PK Nome du Dodécanèse - Rhodes {motos}
- YT Nome d'Attique de l'ouest {motos (épuisé)}
- XB Nome de La Canée - La Canée {motos}
- XE Attique - région d'Athènes {motos}
- XZ Attique - région d'Athènes {motos}